# Irsbach
Der Irsbach ist ein Bach im Landkreis Schwäbisch Hall im nordöstlichen Baden-Württemberg von etwa 5 km Länge, der nach insgesamt etwa südlichem Lauf im Gemeindeteil Sulzbach von Sulzbach-Laufen von links in den Eisbach mündet.

## Geographie

### Quelle und Verlauf
Der Irsbach entspringt im Südwestzipfel des Obersontheimer Gemeindegebietes auf der Waldhochebene der Limpurger Berge im Waldgewann Geißbühl nahe bei der Aigeltinger Linde am sogenannten Försterbrunnen (ungefasste Quelle). Er läuft durch die enge und sich schnell eintiefende Trübe Klinge nach Südosten und nimmt dort nach weniger als einem Kilometer von links einen etwa gleich langen Quellast auf, der beim Waldwegestern an der ehemaligen Militärdeponie Hasenbühl entsteht und durch dessen Klinge ein Forstweg ins Tal herabführt, der den Irsbach in seiner weiteren Waldklinge nah begleitet. Auf den nächsten knapp 2,5 km läuft dem Irsbach nun im rechten Winkel eine große Zahl von gefällereichen Klingenbächen von links und rechts zu, von denen die größeren Längen um einen halben Kilometer erreichen und von den beidseitigen Höhenstraßen der Kohlenstraße links und der Brünststraße rechts herkommen. Die meisten sind namenlos. Sein mit 1,5 km Länge größter Zufluss von links aus der Stallwasenklinge erreicht ihn nach 3,4 km, unmittelbar danach kehrt er sich in Richtung Südwesten, seine Waldklinge weitet sich zu einem breiten Tal in offener Flur und die begleitende Straße steigt auf den linken Hangfuß. Nach gut hundert Metern speist er nach dem Zufluss der Tiefenklinge (Bachlänge 1,2 km) von rechts zwei Teiche von zusammen 0,3 ha Fläche, etwa 0,9 km nach seinem Knick erreicht er die Sulzbacher Walkmühle und mündet schließlich im nördlichen Ortsbereich von Sulzbach, 5,0 km unterhalb seiner Quelle, von links in den Eisbach.

### Einzugsgebiet
Der Irsbach hat ein Einzugsgebiet von 5,5 km² Größe, dessen Gestalt ungefähr ein Dreieck mit zwei langen Schenkeln ist. Der westliche an der Wasserscheide zum Eisbach folgt der Trasse des Brünstweges, der nordöstliche der der Kohlenstraße bis etwa nach Sulzbach-Hohenberg, die kürzere Basis verläuft von der Mündung bis dorthin über den offenen Höhenrücken von Kirchberg und Herrenfeld. Naturräumlich gesehen liegt es in den Schwäbisch-Fränkischen Waldberge, überwiegend und bis zum Laufknick nach Südwesten in dessen Unterraum Limpurger Berge, mit nur der linken Talseite danach im Sulzbacher Kochertal.
Reihum konkurrieren die folgenden Bäche mit dem Irsbach:
- im Norden grenzt das Quellgebiet des Weiler Bachs an, der über Fischach und Bühler in den Kocher entwässert;
- hinter der gesamten nordöstlichen Wasserscheide speisen rechte Zuläufe von diesem den Bühler-Zufluss Klingenbach;
- im Südosten speisen kurze Bäche den Kocher bzw. den untersten Eisbach kurz vor deren Zusammenfluss;
- jenseits der westlichen Wasserscheide sammelt der Oberlauf des Eisbachs vor dem Zufluss des Irsbachs den gesamten Abfluss.

### Zuflüsse und Seen
Hierarchische Liste der Zuflüsse und  Seen jeweils von der Quelle zur Mündung. Gewässerlänge, Seefläche, Einzugsgebiet und Höhe nach den entsprechenden Layern auf der Onlinekarte der LUBW. Andere Quellen für die Angaben sind vermerkt.
Ursprung des Irsbachs auf etwa 490 m ü. NHN im Waldgewann Geißbühl nahe bei der Aigeltinger Linde am Försterbrunnen (ungefasste Quelle). Der Bach fließt zunächst lange südsüdöstlich.
- (Anderer Oberlauf), von links und Norden auf 468,9 m ü. NHN[LUBW 6], 0,7 km und ca. 0,4 km². Entsteht auf etwa 490 m ü. NHN am Waldwegestern an der Kohlenstraße beim ehemaligen Militärdepot Hasenbühl. Der Oberlĺauf des Irsbachs bis dorthin in der sogenannten Trüben Klinge ist 0,7 km lang und hat ebenfalls ein Teileinzugsgebiet von ca. 0,4 km².
- (Waldklingenbach aus dem nördlichen Falchen), von links und Nordosten auf etwa 438 m ü. NHN, 0,5 km und unter 0,2 km². Entsteht auf etwa 485 m ü. NHN an der Kohlenstraße.
- (Waldklingenbach zwischen Falchen und Brandwald), von links und Ostnordosten auf etwa 410 m ü. NHN, 0,5 km und über 0,1 km². Entsteht auf etwa 462 m ü. NHN nahe der Kohlenstraße und wenig nordwestlich der Saubuschhütte.
Nach diesem Zufluss verläuft das Irsbachtal mit leichten Schwankungen südwärts.
- (Waldklingenbach aus der Irsbachklinge), von rechts und Westen auf wenig über 400 m ü. NHN, 0,7 km und ca. 0,2 km². Entsteht auf etwa 470 m ü. NHN wenig östlich der Brünststraße und ca. 0,6 km südsüdöstlich der Brünsthütte.
- (Waldklingenbach aus den Brandwald), von links und Ostnordosten auf wenig unter 400 m ü. NHN weniger als hundert Meter nach dem vorigen, 0,6 km und ca. 0,2 km². Entspringt auf unter 460 m ü. NHN wenig südlich der Saubuschhütte.
- (Waldklingenbach aus den Brandwald), von links und Osten auf etwa 394 m ü. NHN, 0,6 km und ca. 0,2 km². Entsteht auf etwa 479 m ü. NHN.
- (Waldbach aus der Schmiedsklinge), von rechts und Westnordwesten auf etwa 391 m ü. NHN, 0,5 km und unter 0,2 km². Entsteht auf etwa 466 m ü. NHN.
- (Waldbach aus der Stallwasenklinge), von links und Ostnordosten auf unter 379,6 m ü. NHN[LUBW 7] am Waldaustritt, 1,5 km und ca. 0,9 km². Entsteht auf etwa 477 m ü. NHN noch einige Meter nordöstlich der Kohlenstraße.
An diesem Zufluss wendet sich der Irsbach auf Südwestlauf.
- (Bach durch die Tiefenklinge), von links und Ostsüdosten auf etwa 374 m ü. NHN, 1,2 km und ca. 0,4 km². Entsteht auf etwa 466 m ü. NHN auf der offenen Hochebene wenig nördlich von Sulzbach-Weißenhaus und fließt nach der bewaldeten Tiefenklinge wieder in der offenen Flur.
  -  Passiert auf etwa 385 m ü. NHN einen Kleinteich am rechten Ufer unterhalb der Brunnengasse am Unterhang, unter 0,1 ha.
  -  Durchfließt kurz vor der Mündung nacheinander zwei Teiche, zusammen 0,3 ha.
- (Bach aus der Wolfsklinge), von rechts und Nordnordwesten auf etwa 367 m ü. NHN, 0,6 km und ca. 0,2 km². Entsteht auf etwa 420 m ü. NHN nahe einer Lichtung im Brünst.
- (Bach aus der Hagklinge), von links und Osten auf etwas unter 350 m ü. NHN an der Walkmühle vor Sulzbach, 1,0 km und unter 0,3 km². Entsteht auf etwa 468 m ü. NHN etwas nördlich von Sulzbach-Jägerhaus.

Mündung des Irsbachs von links und zuletzt Nordosten auf 340,2 m ü. NHN neben einem Gewerbegelände in der Eisbachstraße im Dorf Sulzbach am Kocher der Gemeinde Sulzbach-Laufen in den Eisbach, weniger als einen Kilometer vor dessen eigener Mündung in den Kocher, Der Irsbach ist 5,0 km lang und hat ein 5,5 km² großes Einzugsgebiet.

### Gemeinden und Ortschaften
Der allergrößte Teil von Bachlauf und Einzugsgebiet des Irsbachs gehört zur Gemeinde Sulzbach-Laufen. Seine Quelle liegt eben noch auf dem Gebiet Obersontheims, dessen Gebiet in der Trüben Klinge dann linksseitig bis an den Bach grenzt und zu dem am Oberlauf insgesamt etwa 0,5 km² des Einzugsgebietes gehören. Zu Bühlerzell gehören nur zwei Schnipsel von zusammen etwa 0,1 km² auf dem Kamm links des Mittellaufs an der Kohlenstraße, wo die Wasserscheide diese Grenzstraße kurz nach Osten hin überschreitet. Die einzigen Siedlungen am Bach liegen in Sulzbach-Laufen, nämlich die Walkmühle und Sulzbach am Kocher. Hinzu kommen im Einzugsgebiet zwei, drei Häuser von Brünst auf dem Mündungsbergsporn zwischen Irsbach- und Eisbachtal, die zur Irsbachseite hin entwässern.

## Geologie
Das Einzugsgebiet liegt insgesamt im Mittelkeuper. Dessen höchste Schicht darin ist der Stubensandstein (Löwenstein-Formation), der seine Nordspitze bedeckt, noch vor den Quellagen der beiden Oberlaufklingen aussetzt, auf der rechten und linken Wasserscheide beidseits des Mittellaufs inselhaft vorkommt und ab der zweiten Laufhälfte die linke Hochebene bedeckt. Der übrige Hochebenenanteil liegt in den Oberen Bunten Mergeln (Mainhardt-Formation), dem auch die zwei Oberlauf-Quellen entspringen. Schon in deren beiden Quellklingen setzt der Kieselsandstein (Hassberge-Formation) ein, der im weiteren Talverlauf an großen Hangteilen ansteht. Nach dem ersten Zufluss aus dem nördlichen Falchen liegt der Talgrund in den Unteren Bunten Mergeln (Steigerwald-Formation), schon etwas vor dem Zulauf der Irsbachklinge dann im Schilfsandstein (Stuttgart-Formation). Nach der Wolfsklinge setzt auf dem Talboden der Gipskeuper (Grabfeld-Formation) ein, in dem der Irsbach auch mündet.
Der Mittellauf des Baches folgt ungefähr einer von Nord nach Süd laufenden Störungslinie.

## Natur und Schutzgebiete
In seinem langen Waldabschnitt ist der Irsbach ein sehr naturnaher, bis drei Meter breiter Bach mit mäandrierendem Lauf. Sein Bett ist zuweilen mehrere Meter tief eingeschnitten und von Blockschutt bedeckt, anderswo zeigt es felsig-plattigen Grund oder Sandbänke. An manchen Stellen sind Querschwellen eingezogen, über die der Bach in Gumpen stürzt. Vielerorts liegen am Hang Schicht- oder Sickerquellen.
Der obere Teil des Irsbachs bis zum Richtungsknick vor dem Unterlauf verläuft in einer engen und steilen, waldbestandenen Klinge, in der die begleitende Forststraße mehrfach die Bachseite wechselt. Nach der feuchten Jahreszeit kann man hier oft frische Abrutschungen an blankliegenden Sand- oder Lehmhängen beobachten. Nach Knick und Talweitung fließt der Irsbach am Unterlauf in einer Wiesenmulde. Der überwiegende Teil dieses offenen Talabschnitts liegt im Landschaftsschutzgebiet Eisbachtal und Irsbachtal. Auch die einzigen Ansiedlungen an seinem Ufer liegen in diesem Bereich, nämlich die Walkmühle und der Mündungsort Sulzbach.

## Tourismus
Ein mit blauem Punkt markierter Wanderweg des Schwäbischen Albvereins steigt vom ehemaligen Militärdepot an der Kohlenstraße durch die linke Oberlaufklinge in die Irsbachklinge ab und läuft dann neben dem Irsbach bis Sulzbach.

### LUBW
Amtliche Online-Gewässerkarte mit passendem Ausschnitt und den hier benutzten Layern: Lauf und Einzugsgebiet des Irsbachs

Allgemeiner Einstieg ohne Voreinstellungen und Layer: Daten- und Kartendienst der Landesanstalt für Umwelt Baden-Württemberg (LUBW) (Hinweise)
1. 1 2  Höhe nach dem Höhenlinienbild auf dem Hintergrundlayer Topographische Karte.
2. 1 2  Länge nach dem Layer Gewässernetz (AWGN).
3. 1 2  Einzugsgebiet nach dem Layer Basiseinzugsgebiet (AWGN).
4. ↑  Seefläche nach dem Layer Stehende Gewässer.
5. ↑  Einzugsgebiet abgemessen auf dem Hintergrundlayer Topographische Karte.
6. ↑  Höhe nach blauer Beschriftung auf dem Hintergrundlayer Topographische Karte.
7. ↑  Höhe nach schwarzer Beschriftung auf dem Hintergrundlayer Topographische Karte.
8. ↑  Landschaftsschutzgebiet nach dem einschlägigen Layer, Natur teilweise nach dem Layer Biotop.

### Andere Belege
1. 1 2  Höhe nach dem Meßtischblatt 7025 Untergröningen von 1935 in der Deutschen Fotothek
2. ↑  Abfluss-BW - Daten und Karten
3. ↑  Alle Entfernungsangaben auf der TK25 abgemessen.
4. ↑  Wolf-Dieter Sick: Geographische Landesaufnahme: Die naturräumlichen Einheiten auf Blatt 162 Rothenburg o. d. Tauber. Bundesanstalt für Landeskunde, Bad Godesberg 1962. → Online-Karte (PDF; 4,7 MB)
5. ↑  Hansjörg Dongus: Geographische Landesaufnahme: Die naturräumlichen Einheiten auf Blatt 171 Göppingen. Bundesanstalt für Landeskunde, Bad Godesberg 1961. → Online-Karte (PDF; 4,3 MB)
6. ↑  Geologie nach den Layern zu Geologische Karte 1:50.000 auf: Mapserver des Landesamtes für Geologie, Rohstoffe und Bergbau (LGRB) (Hinweise)